# Poecilopeplus batesi
Poecilopeplus batesi là một loài bọ cánh cứng trong họ Cerambycidae.